# Центральна музична школа
Центральна середня спеціальна школа при Московській консерваторії ім. П. І. Чайковського (рос. Центральная средняя специальная школа при Московской консерватории им. П. И. Чайковского) — дитяча спеціальна музична школа в Москві з одинадцятирічним курсом навчання. Навчання йде як по музичним спеціальностями, так і з загальноосвітніх предметів. Створена в 1935 у на базі заснованого 1932 року Дитячого відділення Московської консерваторії.
Школа проводить навчання за спеціальностями:
- Фортепіано
- Скрипка
- Альт
- Віолончель
- Контрабас
- Арфа
- Дерев'яні та мідні духові інструменти
- Ударні музичні інструменти
- Композиція
- Теорія музики (з 9 класу)

Володіє трьома концертними залами:
- Концертний зал (238 місць, на сцені два концертних рояля «Steinway»)
- Камерний зал (146 місць, на сцені два концертних рояля «Steinway»)
- Концертний зал «На Кислівці» (100 місць, на сцені два концертних рояля «Yamaha» і орган «Koot Haarlem»)

Серед випускників ЦМШ — такі відомі музиканти, як Володимир Ашкеназі, Олександра Пахмутова, Геннадій Рождественський, Володимир Крайнєв, Олексій Рибніков.